# Glashütte Silberhütte
Die Glashütte Silberhütte befand sich im Stadtteil Silberhütte der Stadt Bärnau im Landkreis Tirschenreuth in der Oberpfalz in Bayern. Auf diese gehen die heutigen Orte Altglashütte und Silberhütte zurück.

## Geschichte
Oberhalb der heutigen Ortschaft Altglashütte am Hang des Kutscherberges wurde 1614 von Paulus Schierer eine Glashütte auf einem Platz „dem Silberberg zu“ gegründet. Der Hüttenherr erhielt das Recht, eine Brauerei und eine Mahl- und Schneidmühle zu errichten. Daneben baute Schierer drei Wohnhäuser für die Glasmacher. Ihren Namen erhielt die Glashütte nach dem Silberberg, der wiederum seinen Namen von dem bis zum Dreißigjährigen Krieg betriebenen Silberbergwerk bekommen hatte. Noch 1681 wurde eine Silbergrube urkundlich erwähnt. Die Zeit des Dreißigjährigen Krieges brachte immer wieder Rückschläge: 1621 plünderten Soldaten die Siedlung und das Pestjahr 1634 bedeutete das vorläufige Aus für die Glashütte.
Im Jahr 1643 kaufte Hans Kreillinger die Hütte und begann wieder mit der Glasherstellung. In der Folgezeit wechselten häufig die Besitzer, die alle wenig Erfolg hatten. Um 1660 baute die Familie Rohrer aus Tirschenreuth eine neue Hütte bei den „Drei Brunnen“. Die Rohrer verkauften den Betrieb schließlich an die Regierung in Sulzbach, welche die Hütte für ein Jahr selbst betrieb. Auf der Hütte arbeiteten damals sieben Glasmachergesellen, ein Meister und drei Schürer. Sie stellten Tafelglas und Hohlglas, wie „Pläderlein“ (Arzneiflaschen), Flaschen und Glasperlen her. Im Jahr 1667 verkaufte man die Hütte an Andreas Gerl aus Schwarzach, welcher aber nach schweren Rückschlägen aufgab. Ab 1678 betrieb der Schwarzacher Hüttenmeister Johann Werner die Silberhütte. Wegen der schlechten wirtschaftlichen Lage stellte er 1690 den Betrieb ein. Danach übernahm Christoph Anger aus Warmensteinach die Hütte, scheiterte aber vier Jahre später aus finanziellen Gründen. 1707 wurde die Hütte abgebrochen.
Im Jahr 1723 erwarb Georg Schmaus 130 Tagwerk Grund etwa einen Kilometer südlich der abgerissenen Hütte und errichtete dort eine neue Glashütte. Diese wurde ebenfalls Silberhütte, im Volksmund auch „Schmaußenhütte“ genannt. 1769 kaufte Wenzel Herschmann aus Tissa in Böhmen den Betrieb, er hatte zuvor Katharina Schmaus geheiratet. Im Jahr 1850 übergab Magdalena Herschmann den Besitz an ihren Sohn Rupert. Dieser verkaufte die Hütte 1872 an Leopold Bloch, Glasfabrikant aus Annathal in Böhmen und Sigmund Arnstein in Sulzbach.
Bei Lobmeyr (1874) findet sich folgende Beschreibung: 
„Silberhütte bei Bärnau, Oberpfalz, Firma Arnstein & Bloch, gegründet am Beginne des 18. Jahrhunderts. 1 Ofen mit 6 Häfen. Directe Holzfeuerung. Erzeugen halbweisses Spiegelglas ca. 3000 Zentner. Arbeiter: 30.“
Die Silberhütte wurde nach einem Brand 1881 wieder aufgebaut. Danach erzeugte die Firma Bloch & Arnstein nur noch Spiegelglas. Durch ihre abgeschiedene Lage war die Silberhütte bald nicht mehr konkurrenzfähig und wurde geschlossen. Im Jahr 1893 kaufte der Bayerische Staat den gesamten Besitz und brachte im ehemaligen Herrenhaus ein Forstamt unter. Die meisten anderen Gebäude wurden abgerissen.
Im Jahr 1932 wurde das „Schutzhaus Silberhütte“ (Gaststätte) errichtet. Der durch seine schneesichere Lage (818 m ü. NN) ausgezeichnete Ort entwickelte sich im Laufe der Zeit zu einem bekannten Zentrum für Wanderungen, vor allem aber für den Skilanglauf. Das Langlaufzentrum Silberhütte bietet ausgedehnte Loipen auch über die nahe gelegene Grenze in der Tschechischen Republik.
Im Jahr 1981 wurden die Standorte der Silberhütte archäologisch erforscht. Die Funde sind im Bergbau- und Industriemuseum Ostbayern in Kümmersbrucker Ortsteil Theuern bei Amberg ausgestellt.